# Tadija Kačar
Tadija Kačar (5 gennaio 1956) è un ex pugile jugoslavo, con cittadinanza serba dal 1992.
È fratello dell'ex pugile Slobodan Kačar.

## Palmarès

### Olimpiadi
- 1 medaglia:
  - 1 argento (Montréal 1976 nei pesi superwelter)

### Mondiali dilettanti
- 1 medaglia:
  - 1 argento (Belgrado 1978 nei pesi medio-massimi)

### Europei dilettanti
- 1 medaglia:
  - 1 argento (Colonia 1979 nei pesi medio-massimi)

### Giochi del Mediterraneo
- 1 medaglia:
  - 1 oro (Spalato 1979 nei pesi medi)